# جامیزعاقلی (جیحان)
جامیزعاقلی (به ترکی استانبولی: Camızağılı) یک منطقهٔ مسکونی در ترکیه است که در جیحان واقع شده‌است. جامیزعاقلی ۵۹۰ نفر جمعیت دارد.